# Magere Brug
Magere Brug (Chudy Most) jest mostem nad rzeką Amstel w Amsterdamie. Most łączy brzegi w pobliżu ulicy Kerkstraat pomiędzy kanałami Keizersgracht i Prinsengracht.
Magere Brug jest mostem zwodzonym. 
Jego nazwa pochodzi od pierwotnej konstrukcji – most był tak wąski, że dwóm pieszym trudno było się na nim minąć. 
Obecny most został wybudowany w 1934

## Historia
W okresie Złotego Wieku Amsterdamu, podczas  rozbudowy miasta w 1663 roku, planowano w tym miejscu monumentalny, szeroki most z kamienia. Miał on połączyć Kerkstraat, pełniącą rolę ulicy tranzytowej, z drugim brzegiem Amstel. Katastrofalny rok 1672 przyniósł jednak poważny kryzys gospodarczy, który przerwał prace i znacznie obniżył popyt na grunty budowlane. Druga strona Amstel przez długi czas pozostała praktycznie niezagospodarowana, przez co potrzeba budowy mostu zanikła. Dopiero pod koniec XVII wieku, kiedy w okolicy zaczęły pojawiać się zabudowania, zdecydowano się na budowę mostu – jednak w wersji bardziej ekonomicznej: z drewna zamiast kamienia i o węższej konstrukcji, co dało początek nazwie „Magere Brug”. Widać go jednak na mapie z 1649 roku. 

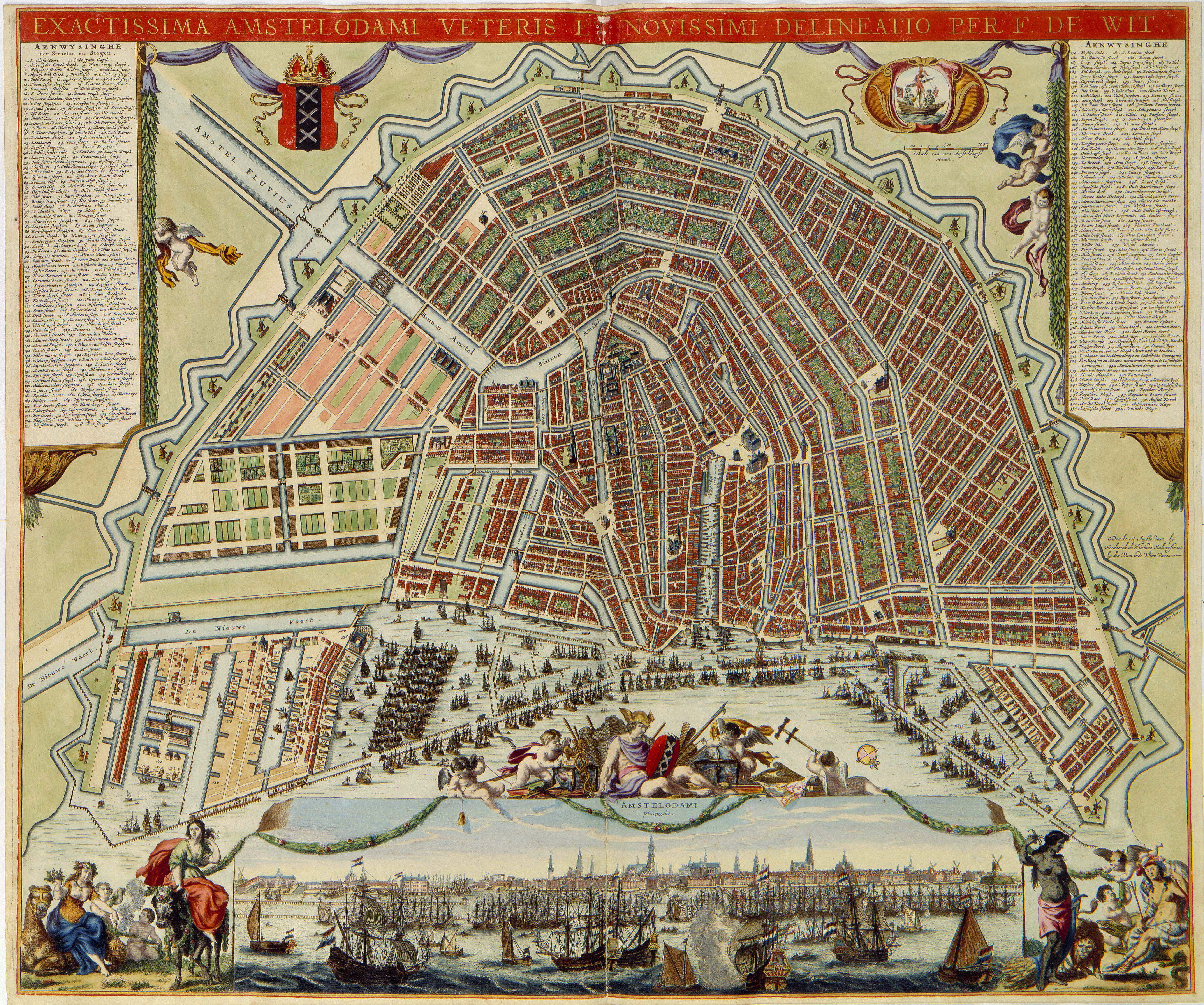
Atlas Van der Hagen-KW1049B11 091-EXACTISSIMA AMSTELODAMI VETERIS ET NOVISSIMA DELINEATO PER F. DE WIT

Z czasem historia ta uległa zapomnieniu, a w obiegu pojawiły się różne anegdoty, takie jak opowieść o dwóch chudych, skąpych siostrach, które rzekomo sfinansowały most. W 1671 roku rada miejska Amsterdamu podjęła decyzję o budowie kilku przyczółków na Kerkstraat. Pierwszy most powstał tu w 1691 i nazywał się Kerkstraatbrug (mostem ulicy Kerk). Budowa była możliwa na mocy decyzji urzędników państwowych nadzorujących wykonywanie robót publicznych i administratorów skarbu miasta. Wykonano go według projektu miejskiego cieśli Hansa Jansza van Petersoma. Drewniany most Kerkstraat składał się z trzynastu przęseł, z których zewnętrzne były używane jako obszary magazynowe. Ruchoma środkowa część początkowo składała się z pojedynczego zwodzenia, którą w 1772 roku zmodyfikowano do podwójnej klapy zwodzeniowej.
W 1871 roku zastąpiono pierwotną, wąską konstrukcję szerszym mostem, z powodu złego stanu oraz w odpowiedzi na rosnący ruch na rzece Amstel. Most został zburzony i zastąpiony podobnym, podwójnym mostem zwodzonym, wykonanym głównie z drewna. Oprócz poszerzenia, zmieniono liczbę przęseł z trzynastu na dziewięć przejść. Ten wariant mostu przetrwał około pięćdziesięciu lat, aż do momentu, gdy był w tak złym stanie, że ruch na moście został zakazany. W efekcie, jako rozwiązanie awaryjne i tymczasowe w tym miejscu, w 1929 r. oddano do użytku wąski żelazny most zwodzony. W międzyczasie architekt PL Kramer wykonał już kilka projektów mostu zastępczego. W 1925 r. niektórzy chcieli zastąpić charakterystyczny most nowoczesnym wariantem. Doprowadziło to do „bitwy o chudy most”. Komisja ds. Piękna Miasta wygrała, oddalając tym samym pomysł wydziału robót publicznych. W 1934 r. most został odnowiony w starym stylu przez słynnego projektanta mostowego Pieta Kramera.

### Legenda o chudych siostrach
Z mostem Magere Brug związana jest miejscowa legenda o „magere zussen” – chudych siostrach. Według opowieści, dwie zamożne siostry, mieszkające po przeciwnych stronach rzeki Amstel, zbudowały most, aby ułatwić sobie codzienne wizyty. W jednej z wersji tej historii, siostry miały na nazwisko Mager, co miało przyczynić się do nazwy mostu. W innej wersji, ograniczenia finansowe nie pozwoliły na budowę szerokiego mostu, dlatego powstała wąska konstrukcja.

Ostatnie badania archiwalne sugerują jednak, że nazwa „Magere Brug” pochodzi z czasów kryzysu gospodarczego z 1672 roku. W pierwotnych planach przewidywano szeroki, kamienny most, lecz ograniczenia finansowe zmusiły miasto do budowy prostszej i tańszej konstrukcji drewnianej.

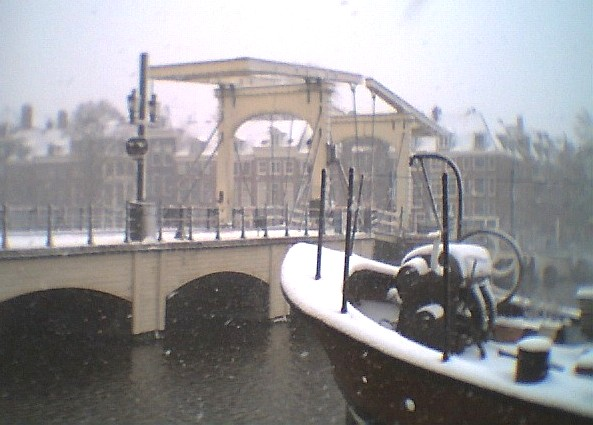
Magere Brug zimą
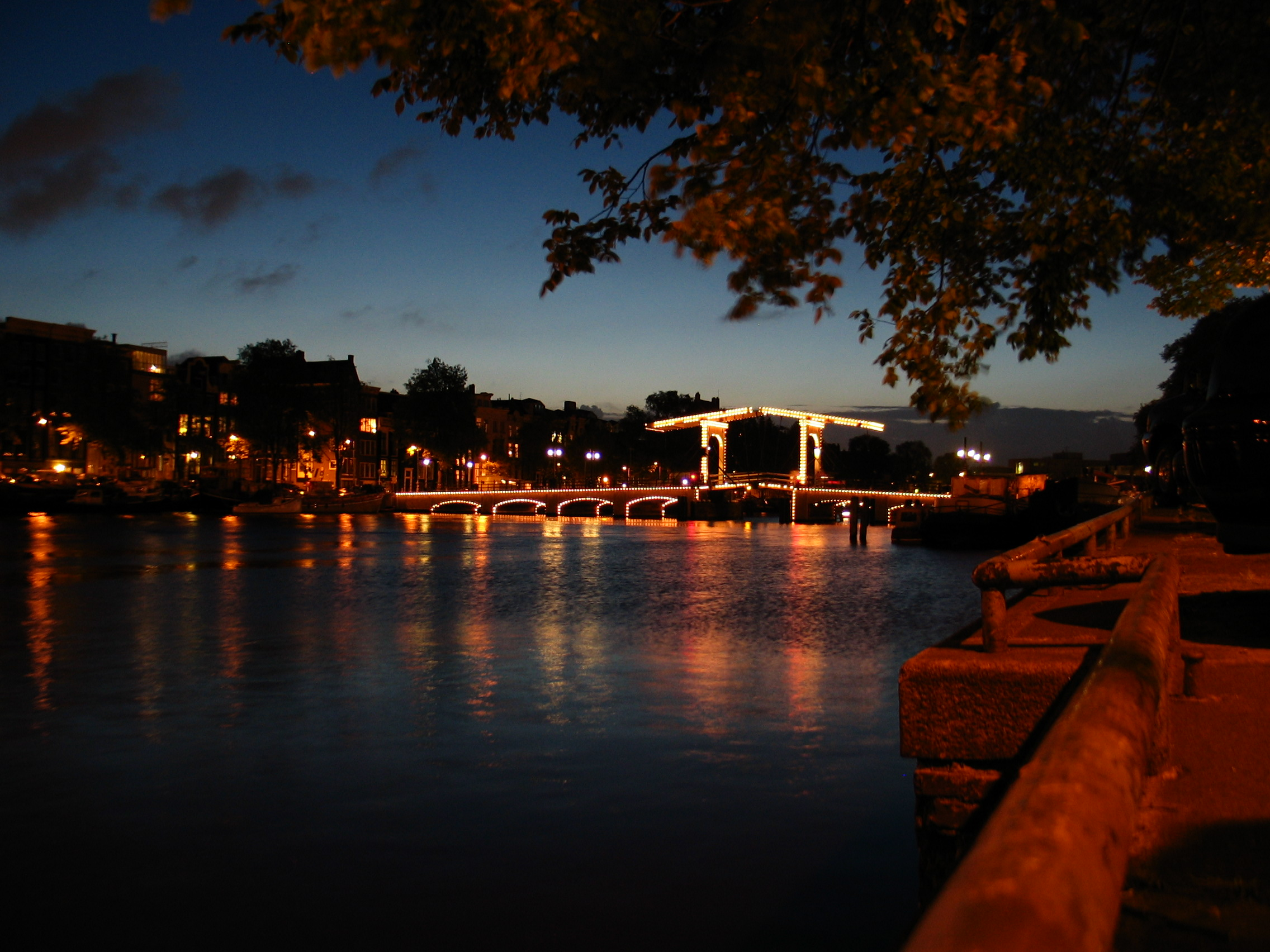
Magere Brug nocą
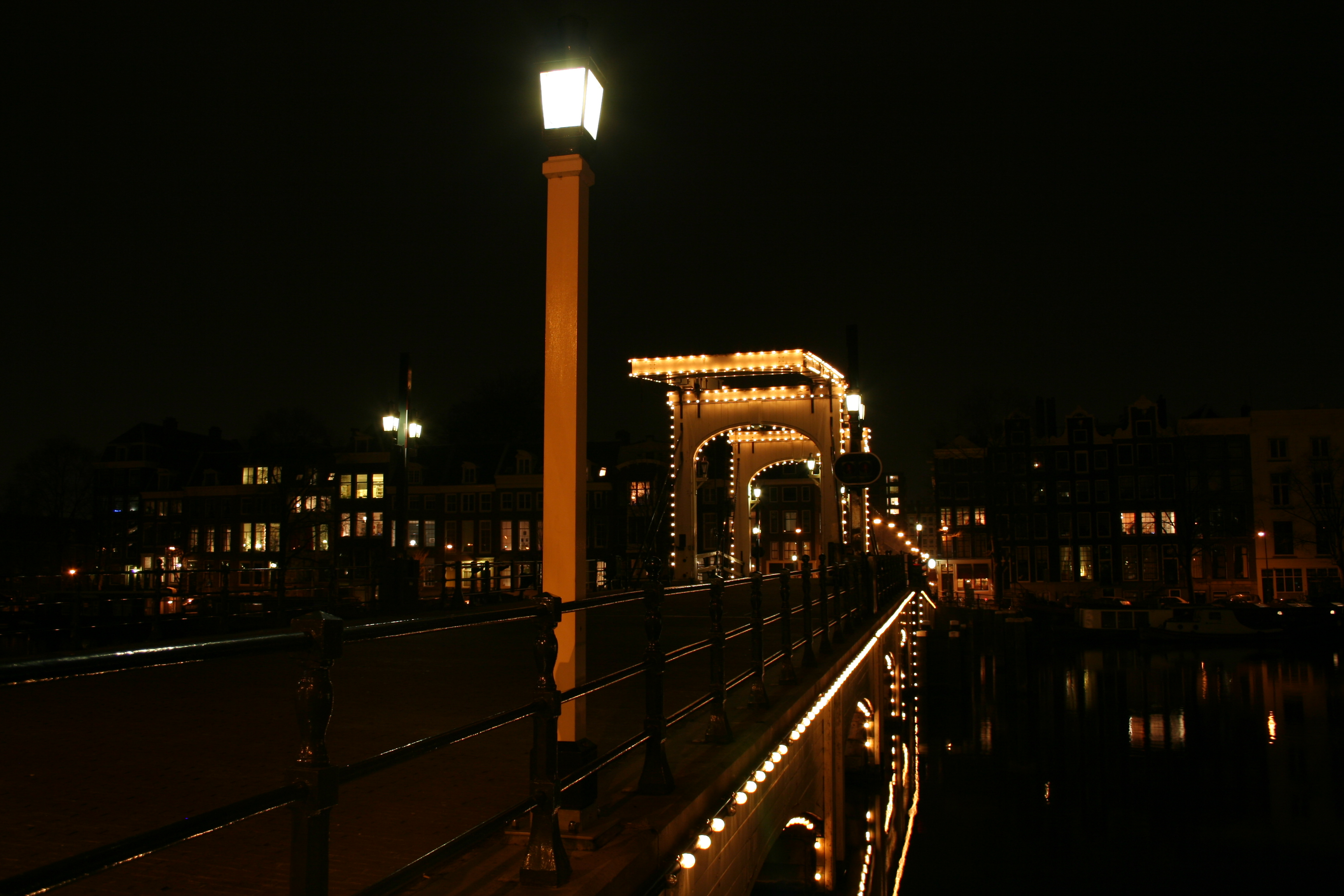
Magere Brug nocą
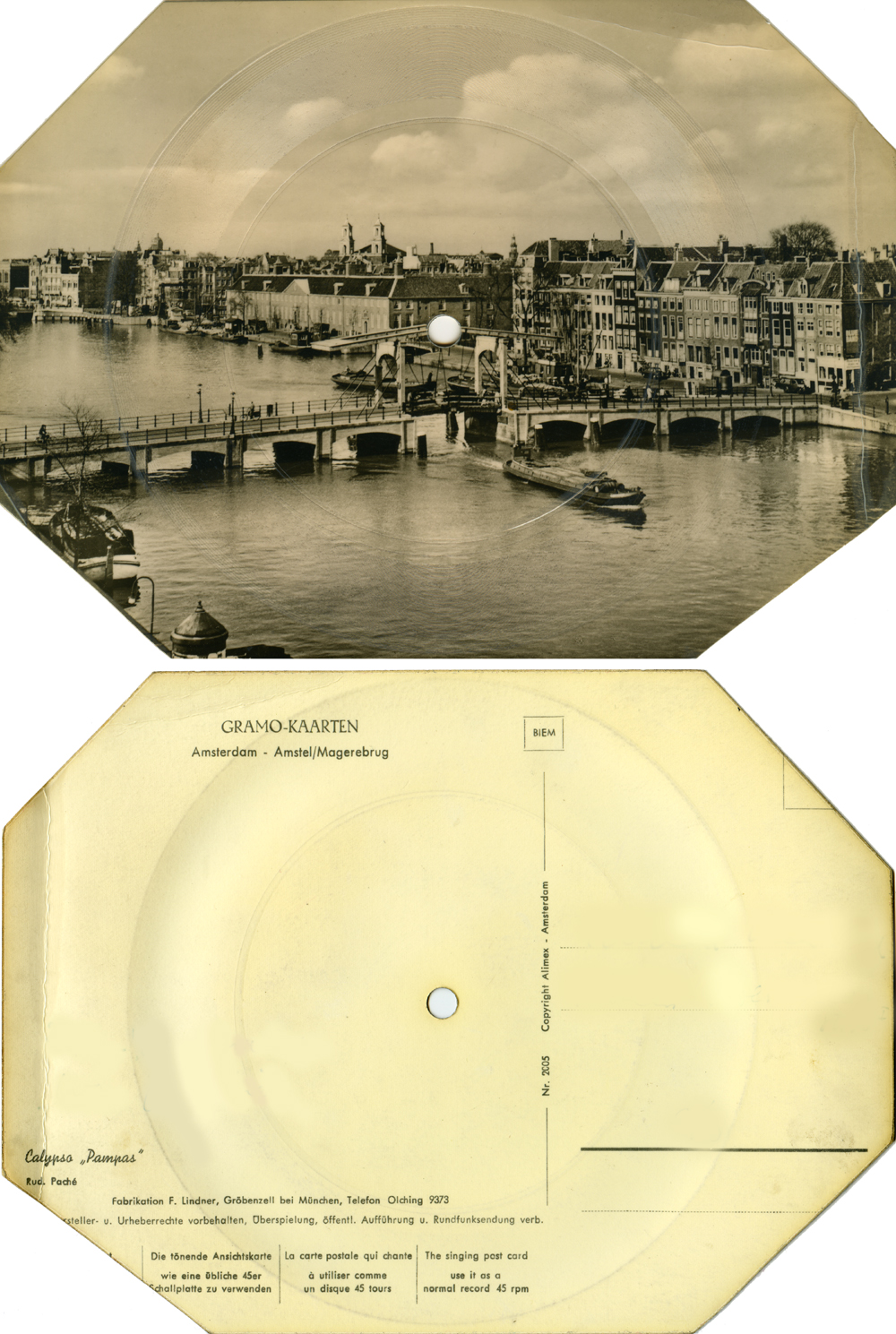
Śpiewająca pocztówka z obrazem Magere Brug